# Adelir Antônio de Carli
Adelir Antônio de Carli, mais conhecido como Padre do Balão (Pelotas, 8 de fevereiro de 1967 – Oceano Atlântico, 20 de abril de 2008), foi um sacerdote católico brasileiro e ativista pelos direitos humanos, falecido após um acidente durante um voo que realizava amarrado a balões cheios de gás hélio. Adelir, um paraquedista experiente, fez o exercício com o objetivo de arrecadar dinheiro para financiar uma área de descanso espiritual para caminhoneiros na cidade portuária de Paranaguá, no estado do Paraná.

## Vida pregressa
Adelir Antônio de Carli nasceu em Pelotas, Rio Grande do Sul, Brasil, em 8 de fevereiro de 1967. Ainda pequeno, presenciou a separação dos pais (Aurélio de Carli e Salete Gundalin), indo viver com a mãe no Paraguai. Aos 15 anos de idade, após o falecimento da mãe por câncer na garganta, Adelir de Carli retornou ao Brasil, reaproximando-se do pai (que, na época, estava vivendo em Eldorado, Mato Grosso do Sul). Tornou-se borracheiro com ele, mas não gostou do trabalho. Logo em seguida, tornou-se frentista num posto de gasolina de um tio. Além de trabalhar no posto, pintava toalhas como fonte de renda extra.
Posteriormente, estudou no seminário em Paranaguá, no estado do Paraná. Após ordenado, começou a atuar como padre na pequena cidade de Ampére, no sudoeste do estado.

## Ativismo pelos direitos humanos
Em 2006, como padre na diocese de Paranaguá, ficou conhecido ao denunciar a violação dos direitos humanos contra moradores de rua, torturados por agentes da segurança pública desta cidade. Tais denúncias resultaram na prisão de quatro guardas municipais e do secretário municipal de segurança pública, enquanto outros três guardas ficaram foragidos.

## Voos com balões de gás

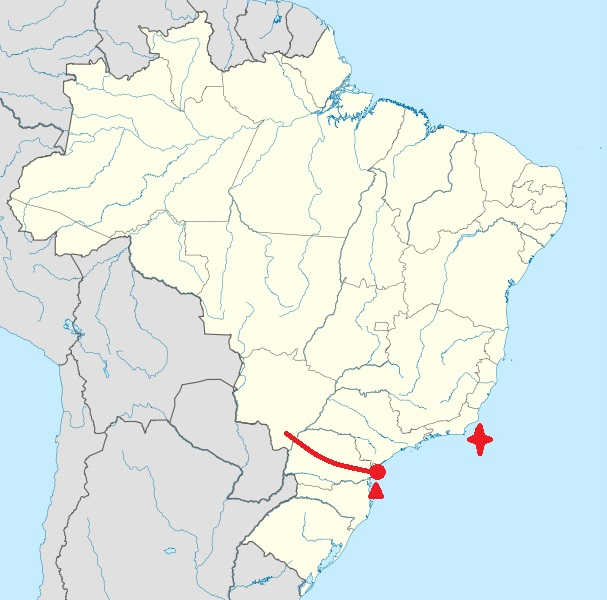
Mapa que mostra o caminho do voo de balão de Adelir de Carli. No ponto vermelho, o local de partida. Na linha vermelha, o trajeto esperado do voo. No triângulo vermelho, o local onde foi feito o último contato por rádio. Na cruz vermelha, o local onde o corpo foi encontrado.

### Tentativas anteriores de voos com balões
O objetivo do sacerdote era quebrar o recorde de voo de 19 horas em balões de gás hélio e alcançar um novo recorde mundial. Sua primeira tentativa foi em 13 de janeiro de 2008, durante a qual Adelir completou com sucesso um voo de quatro horas da cidade de Ampére, no estado do Paraná, até San Antonio, na província de Misiones, Argentina, percorrendo uma distância total de 25 quilômetros. Usando 600 balões, o sacerdote voou a uma altitude de 5 300 metros.

### Última tentativa, desaparecimento e morte
Adelir realizou seu derradeiro voo com balões para arrecadar fundos para a Pastoral Rodoviária, um projeto de prestação de serviços a caminhoneiros que trafegavam na região do Porto de Paranaguá. O projeto previa a evangelização de caminhoneiros que trafegavam pela BR-277 e a criação de um espaço, com mais de 100 quartos, para os trabalhadores.
Em 20 de abril de 2008, após decolar em uma cadeira presa a 1 000 balões, Adelir conseguiu atingir uma altitude de 6 000 metros antes de perder o contato com as autoridades. As condições climáticas desfavoráveis e a falta de planejamento técnico para o voo o teriam desviado de sua suposta rota para Dourados, no Mato Grosso do Sul, e o levaram à costa do estado de Santa Catarina.
O equipamento de voo de Carli incluía um paraquedas, capacete, roupas impermeáveis, dispositivo GPS, telefone celular, telefone por satélite, coletes salva-vidas, traje de voo térmico de alumínio e pelo menos cinco dias de alimentação e água potável. Seu treinamento para a proeza incluiu cursos de sobrevivência na selva e alpinismo, mas aparentemente não incluiu instruções sobre o uso de seu dispositivo de navegação GPS. No dia 20 de abril, o último contato do padre com a Polícia Militar aconteceu durante a noite, quando ele estava a cerca de 25 quilômetros do município de São Francisco do Sul, em Santa Catarina. O padre ligou de seu celular para pedir ajuda para operar o seu aparelho de GPS e determinar suas coordenadas e para pedir que entrassem em contato com as autoridades. Ele também informou que a bateria de seu celular estava acabando. Dois dias após o voo, um comandante do Corpo de Bombeiros de Penha (SC) avaliou em 80% as chances de o padre desaparecido ainda estar vivo.
A Marinha e a Aeronáutica realizaram as buscas no litoral de Santa Catarina, tendo encontrado apenas pedaços de alguns dos balões do padre. A Aeronáutica oficialmente encerrou as buscas depois de mais de 72 horas. A procura prosseguiu sendo feita pela Marinha, pelos bombeiros e por um avião particular alugado pela família. No dia 29 de maio, a Marinha também desistiu das buscas, alegando que as chances de encontrar o padre ainda vivo no oceano eram "muito remotas".
Em 4 de julho de 2008, a metade inferior de seu corpo foi encontrada pelo navio rebocador Anna Gabriela, que prestava serviços a Petrobras. O corpo do padre estava flutuando em alto mar, a cerca de 100 km do município de Macaé, no litoral do Rio de Janeiro, e foi inicialmente identificado pelas roupas. Adelir caiu no litoral de Santa Catarina e, possivelmente, morreu por hipotermia. Durante o tempo desaparecido, foi levado por correntes marítimas até o litoral do estado do Rio de Janeiro. Em 29 de julho de 2008, testes de DNA feitos pelo Instituto Médico Legal confirmaram que o corpo era do sacerdote. A comparação foi feita com amostras de DNA do irmão do padre. O sepultamento ocorreu na cidade de Ampére, no Paraná, local onde Adelir de Carli começou seu ofício de padre (e onde algumas fontes fiáveis atribuem incorretamente como seu local de nascimento).

## Reconhecimento
Em 2008, Adelir de Carli recebeu o Prêmio Darwin, "concedido" a pessoas que sofreram mortes causadas por erros absurdos. Entretanto, o site do prêmio declarou: "O padre Antônio estava corajosamente arrecadando dinheiro para uma causa nobre. O Darwin Awards saúda esses heroicos pioneiros em voos de balão!". Adelir é referenciado jocosamente na canção "Balada Louca", da dupla Munhoz & Mariano, com o verso "DJ mais louco que o padre do balão".